# Wayne Collett
Wayne Collett (Los Ángeles, Estados Unidos, 20 de octubre de 1949-17 de marzo de 2010) fue un atleta estadounidense, especializado en la prueba de 400 m en la que llegó a ser subcampeón olímpico en 1972.

## Carrera deportiva
En los JJ. OO. de Múnich 1972 ganó la medalla de plata en los 400 metros, con un tiempo de 44.80 segundos, llegando a meta tras su paisano estadounidense Vincent Matthews (oro) y por delante del keniano Julius Sang (bronce).